# 伊婁謙
伊婁謙（?—589年），字彦恭，河南郡洛阳县人，西魏、北周、隋朝官员，北魏中部郡太守伊娄信之孙，北魏河南郡太守、授相州仪同三司、隆州刺史、卢奴县开国公伊娄尹第五子。
在西魏担任直閤将軍，北周建立，累進宣納上士、使持節、車騎大将軍。
北周武帝讨伐北齐，召伊婁謙諮問軍事，问他先要攻打哪个敌国，伊婁謙说北齐骄横强暴，君主沉湎酒色，建议讨伐北齐。武帝大喜，派伊婁謙、拓跋偉出使北齐观察事态，随后北周发兵。北齐後主得知周武帝起兵，派遣僕射陽休之責问伊婁謙：「貴国盛夏之时调发军兵，矛头指向何方？」。伊婁謙回答：「我出使之前，没有听说興兵之事。可能是西方在白帝城增兵，東方加强巴丘的守备，何足怪哉」。伊婁謙参軍高遵向北齐透漏情報，伊婁謙于是被拘留。武帝攻下并州，救出来伊婁謙。周武帝慰劳伊婁謙：「朕这次举兵，本来想要等待伊婁卿归還。高遵叛逆，违背朕的本心」。武帝抓起来高遵，交给伊婁謙处理，让他報復。伊婁謙頓首请求赦免他。周武帝说：「卿可以在人前向高遵的顔面吐口水，让他羞愧。」伊婁謙跪下说：「高遵之罪，也不是吐口水就能惩罚的罪責。」武帝认为伊婁謙言之有理。伊婁謙待高遵如初。伊婁謙待人宽厚，诸如此類。不久受爵位济陽县伯，担任前駆中大夫。大象年間，进爵位为侯，加開府儀同三司。
楊堅担任丞相，伊婁謙担任亳州总管，突然召還長安。王謙之乱平定，伊婁謙耻于和王謙同名，于是自称表字彦恭。581年，隋朝建立，伊婁彦恭担任左武候将軍。进位大将軍，進爵为公。数年後，出任泽州刺史。因病辞職，开皇九年十一月十五日在于长安私人住宅中去世，虚岁五十五。有六子，伊婁傑嗣爵。

## 传記資料
- 《隋書》卷五十四 列传第十九
- 《北史》卷七十五 列传第六十三

## 外部連結
[在维基数据编辑]
 《北史·卷075》，出自李延壽《北史》
 《隋書·卷54》，出自魏徵《隋书》